# Merinos
Merinos ist eine Ortschaft in Uruguay.

## Geographie
Sie befindet sich in der Cuchilla de Haedo auf dem Gebiet der Departamentos Río Negro und Paysandú (Sektor 5) an deren gemeinsamer Grenze. In einigen Kilometern Entfernung nordwestlicher Richtung liegen die beiden Orte Beisso und Piñera, während im Osten Poblado Alonso und Morató die nächstgelegenen größeren Ansiedlungen sind. Im Ort hat der Arroyo del Curupí seine Quelle.

## Einwohner
Für Merinos wurden bei der Volkszählung im Jahr 2011 im Departamento Río Negro 4 Einwohner und im Departamento Paysandú 528 Einwohner registriert.
| Jahr | Einwohner |
| ---- | --------- |
| 1963 | 559       |
| 1975 | 405       |
| 1985 | 435       |
| 1996 | 483       |
| 2004 | 556       |
| 2011 | 532       |

Quelle: Instituto Nacional de Estadística de Uruguay